# 1,4-Naftokinon
Az 1,4-naftokinon vagy para-naftokinon a naftalinból származtatható szerves vegyület. Izomerje az 1,2-naftokinon. Az 1,4-naftokinon sárga triklin kristályokat alkot, és a benzokinonhoz hasonlóan csípős szagú. Hideg vízben csaknem oldhatatlan, petroléterben kevéssé, poláros szerves oldószerekben jobban oldódik. Lúgokban oldva vöröses-barnás színt ad. A K-vitamin 1,4-naftokinon származék. Molekulája síkalkatú, benne a kinonszerkezethez egy aromás gyűrű kapcsolódik.

## Előállítása
Ipari szintézise a naftalinnak a levegő hatására vanádium-oxid katalizátor jelenlétében történő oxidációjával történik:
C10H8  +  3/2 O2   →   C10H6O2  +  H2O
Laboratóriumban a naftokinon számos naftalinszármazék oxidációjával előállítható. Az egyik olcsó módszer a naftalin króm-trioxiddal történő oxidációja.

## Felhasználása
Az 1,4-naftokinont főként az antrakinon előállításához használják fel, ehhez butadiénnel reagáltatják, majd oxidálják. Nitrálásával 5-nitro-1,4-naftalindion, egy aminoantrakinon prekurzor keletkezik, melyet festékek prekurzoraként használnak.

## Származékai
A naftokinon fő szerkezeti egységként számos természetes vegyületben megtalálható, ezek közül a legnevezetesebbek a K-vitaminok. A 2-metil-naftokinon a K-vitaminnál hatásosabb koaguláns.
További természetes naftokinon-származék a juglon, plumbagin és droszeron.
A naftokinon-származékok jelentős farmakológiás hatással rendelkeznek. Citotoxikus vegyületek, jelentős baktérium-, gomba-, vírus- és rovarölő, valamint gyulladás- és lázcsillapító hatásúak. Naftokinontartalmú növényeket széles körben használnak Kínában és Dél-Afrika országaiban, ahol rosszindulatú és paraziták által terjesztett betegségek kezelésére használják őket.
A naftokinon (az elektrofil C=C révén) komplexvegyületek ligandumaként is szerepelhet.

## Fordítás
Ez a szócikk részben vagy egészben  a(z)   1,4-Naphthoquinone című angol Wikipédia-szócikk ezen változatának fordításán alapul.  Az eredeti cikk szerkesztőit annak laptörténete sorolja fel. Ez a jelzés csupán a megfogalmazás eredetét és a szerzői jogokat jelzi, nem szolgál a cikkben szereplő információk forrásmegjelöléseként.